# 真央♪
真央♪（まお、1986年10月11日 - ）は、日本の元AV女優。特技：カラオケ。

## 略歴
神奈川県出身。2006年に『kawaii* mao♪01 真央♪』でAVデビュー。

## 作品

### アダルトビデオ
2006年
- kawaii* mao♪01 真央♪（12月25日、kawaii*）[2]

2007年
- kawaii* mao♪02 真央♪（1月25日、kawaii*）[2]
- kawaii* mao♪03 真央♪（2月25日、kawaii*）[2]
- 東京￥交 真央♪（3月2日、BASARA）
- みるスポ! 真央♪（3月19日、みるきぃぷりん♪）
- ヒゲとボイン 真央（4月15日、ワープエンタテインメント）
- 女子アナの帰り道 大橋style 大橋真央（5月25日、九鬼）
- 働く巨乳新人さんの断れない手コキ事情 真央♪（6月1日、V（ヴィ））
- 初めての新人サン 真央♪（6月7日、SODクリエイト）
- メイドinぷりん♪ 真央♪（6月19日、みるきぃぷりん♪）
- kira☆kira SPECIAL 3MIX☆FUCK（6月25日、kira☆kira）…共演:稲森あずみ、紺野りさ子
- まお♪ S（7月5日、BASARA）
- プレミアデジタルモザイク Vol.026 真央♪（7月7日、プレミアム）
- Milky Hospital 真央♪（7月19日、みるきぃぷりん♪）
- まお M 真央♪（7月20日、BASARA）
- Beauty Style 26（7月25日、イエロー）
- 学校でエッチッチ☆ 真央♪（8月25日、kawaii*）[2]
- おっパイがいっパイ 真央♪（9月25日、kawaii*）[2]
- セックchu◆×4PLAY! 真央♪（10月25日、kawaii*）[2]
- 6つのコスチュームでセックchu☆ 真央♪（11月25日、kawaii*）[2]
- 真央♪が癒してあげる 真央♪（12月25日、kawaii*）[2]

2008年
- プレミア女優のフェラチオBEST 2 4時間（1月7日、プレミアム）※総集編
- kawaii* special ダブルオッパイ 若菜ひかる 真央♪（1月25日、kawaii*）…共演:若菜ひかる[2]
- kawaii*BEST大全集01 1周年ベストだょっ全員集合DX4時間（1月25日、kawaii*）※総集編
- 美巨乳痴女王 真央♪（2月1日、みるきぃぷりん♪）
- プレミア女優の結合部BEST4時間（2月7日、プレミアム）※総集編
- 厳選素材 真央♪（2月19日、みるきぃぷりん♪）
- kira☆kiraGALS☆集団乱交4時間（2月19日、kira☆kira）※総集編
- kira☆kira BEST 激振り騎乗位50人4時間（3月19日、kira☆kira）※総集編
- ハイパーミニミニモザイク 真央♪（3月25日、kawaii*）[2]
- kawaii*超特大メガ放出スペシャル完全版 ミラクル4時間コンプリート総集編だょん!（3月19日、kawaii）※総集編[2]
- 真央♪の14400秒あげる（4月25日、kawaii*）[2]
- kawaii*制服女子校生collection4時間（4月25日、kawaii）※総集編[2]
- kira☆kira BEST フェラチオ50連発4時間（5月19日、kira☆kira）※総集編
- ハイパーデジタルモザイクVol.079 真央（6月1日、MOODYZ）[3]
- kira☆kira BEST 挿入部UP50連発4時間（6月19日、kira☆kira）※総集編
- 爆乳NBクリニック 真央（7月13日、MOODYZ）[3]
- URECCOコレクション（7月19日、イエロー）※総集編
- V総集編2007 スペシャルDVD8時間 5月～8月（8月1日、ヴィ）※総集編
- VERY BEST OF 真央♪4時間（8月25日、kawaii）※総集編[2]
- kawaii*制服女子校生collection2 4時間（8月25日、kawaii）※総集編[2]
- パイパンハイパーデジタルモザイク 真央（9月1日、MOODYZ）[3]
- 超人気kawaii*美少女8人 ハイパーミニミニモザイク4時間（9月25日、kawaii*）総集編[2]
- kawaii* BEST 2008上半期 50タイトルぜ～んぶ見せちゃうょんDX 4時間（9月25日、kawaii*）※総集編[2]
- 美尻をガンガン突きまくり!野獣FUCK4時間（10月13日、MOODYZ）※総集編 他29名出演[3]
- 90cm Gcup 真央（10月19日、OPPAI）[4]
- 夫の目の前で犯されて- 侵入者7 真央（11月7日、アタッカーズ）[5]
- 貞操帯の女7 真央（12月7日、アタッカーズ）[5]
- kawaii*メガヒット美少女12人4時間（12月25日、kawaii*）※総集編

2009年
- 公衆特殊銭湯で働く女 真央（1月1日、MOODYZ）[3]
- ぜんぶかわいい！ 真央♪（1月7日、みるきぃぷりん♪）

2011年
- 真央COMPLETE BEST（5月25日、kawaii*）[2]